# Distretto di Wang Hin
Il distretto di Wang Hin (in thailandese: วังหิน) è un distretto (amphoe) della Thailandia, situato nella provincia di Sisaket.